# Junte générale de la principauté des Asturies
XIIe législature
Palais régional
La Junte générale de la principauté des Asturies (en espagnol : Junta General del Principado de Asturias ; en asturien : Xunta Xeneral del Principáu d'Asturies) est l'organe suprême de représentation du peuple asturien, tel que spécifié dans le statut d'autonomie des Asturies. La Junte générale de la principauté des Asturies correspond ainsi au parlement des Asturies. Ses membres sont élus par les citoyens lors d'élections démocratiques à la Junte générale de la principauté des Asturies et ils exercent leur pouvoir législatif.
Pour être fidèle au principe de la séparation des pouvoirs, la fonction exécutive est attribuée à un autre corps qui émane du parlement lui-même : le conseil de gouvernement. Le président des Asturies est élu par la Junte générale parmi ses membres. Il est chargé de la désignation du gouvernement dont le travail est contrôlé par la chambre. C'est ainsi que la Junte générale approuve également le budget de la communauté autonome.

## Composition

### Irelégislature: 1983-1987
| Parti | Parti                                 | Sièges | Hémicycle |
| ----- | ------------------------------------- | ------ | --------- |
|       | Fédération socialiste asturienne-PSOE | 26     |           |
|       | Coalition populaire                   | 14     |           |
|       | Parti communiste des Asturies         | 5      |           |
| Total | Total                                 | 45     |           |

### IIelégislature: 1987-1991
| Parti | Parti                                 | Sièges | Hémicycle |
| ----- | ------------------------------------- | ------ | --------- |
|       | Fédération socialiste asturienne-PSOE | 20     |           |
|       | Alliance populaire des Asturies       | 13     |           |
|       | Centre démocratique et social         | 8      |           |
|       | Gauche unie des Asturies              | 4      |           |
| Total | Total                                 | 45     |           |

### IIIelégislature: 1991-1995
| Parti | Parti                                 | Sièges | Hémicycle |
| ----- | ------------------------------------- | ------ | --------- |
|       | Fédération socialiste asturienne-PSOE | 21     |           |
|       | Parti populaire des Asturies          | 15     |           |
|       | Gauche unie des Asturies              | 6      |           |
|       | Centre démocratique et social         | 2      |           |
|       | Coalition asturienne                  | 1      |           |
| Total | Total                                 | 45     |           |

### IVelégislature: 1995-1999
| Parti | Parti                                 | Sièges | Hémicycle |
| ----- | ------------------------------------- | ------ | --------- |
|       | Parti populaire des Asturies          | 21     |           |
|       | Fédération socialiste asturienne-PSOE | 17     |           |
|       | Gauche unie des Asturies              | 6      |           |
|       | Coalition asturienne                  | 1      |           |
| Total | Total                                 | 45     |           |

### Velégislature: 1999-2003
| Parti | Parti                                 | Sièges | Hémicycle |
| ----- | ------------------------------------- | ------ | --------- |
|       | Fédération socialiste asturienne-PSOE | 24     |           |
|       | Parti populaire des Asturies          | 15     |           |
|       | Gauche unie des Asturies              | 3      |           |
|       | Union rénovatrice asturienne          | 3      |           |
| Total | Total                                 | 45     |           |

### VIelégislature: 2003-2007
| Parti | Parti                                 | Sièges | Hémicycle |
| ----- | ------------------------------------- | ------ | --------- |
|       | Fédération socialiste asturienne-PSOE | 22     |           |
|       | Parti populaire des Asturies          | 19     |           |
|       | Gauche unie des Asturies              | 4      |           |
| Total | Total                                 | 45     |           |

### VIIelégislature: 2007-2011
| Parti | Parti                                 | Sièges | Hémicycle |
| ----- | ------------------------------------- | ------ | --------- |
|       | Fédération socialiste asturienne-PSOE | 21     |           |
|       | Parti populaire des Asturies          | 20     |           |
|       | Gauche unie des Asturies              | 4      |           |
| Total | Total                                 | 45     |           |

### VIIIelégislature: 2011-2012
| Parti | Parti                                 | Sièges | Hémicycle |
| ----- | ------------------------------------- | ------ | --------- |
|       | Forum des Asturies                    | 16     |           |
|       | Fédération socialiste asturienne-PSOE | 15     |           |
|       | Parti populaire des Asturies          | 10     |           |
|       | Gauche unie des Asturies              | 4      |           |
| Total | Total                                 | 45     |           |

### IXelégislature: 2012-2015
| Parti | Parti                                 | Sièges | Hémicycle |
| ----- | ------------------------------------- | ------ | --------- |
|       | Fédération socialiste asturienne-PSOE | 17     |           |
|       | Forum des Asturies                    | 12     |           |
|       | Parti populaire des Asturies          | 10     |           |
|       | Gauche unie des Asturies              | 5      |           |
|       | Union, progrès et démocratie          | 1      |           |
| Total | Total                                 | 45     |           |

### Xelégislature: 2015-2019
| Parti | Parti                                 | Sièges | Hémicycle |
| ----- | ------------------------------------- | ------ | --------- |
|       | Fédération socialiste asturienne-PSOE | 14     |           |
|       | Parti populaire des Asturies          | 11     |           |
|       | Podemos                               | 9      |           |
|       | Gauche unie des Asturies              | 5      |           |
|       | Forum des Asturies                    | 3      |           |
|       | Citoyens - Parti de la Citoyenneté    | 3      |           |
| Total | Total                                 | 45     |           |

### XIelégislature: 2019-2023
| Parti | Parti                                 | Sièges | Hémicycle |
| ----- | ------------------------------------- | ------ | --------- |
|       | Fédération socialiste asturienne-PSOE | 20     |           |
|       | Parti populaire des Asturies          | 10     |           |
|       | Citoyens - Parti de la Citoyenneté    | 5      |           |
|       | Podemos                               | 4      |           |
|       | Gauche unie des Asturies              | 2      |           |
|       | Forum des Asturies                    | 2      |           |
|       | Vox                                   | 2      |           |
| Total | Total                                 | 45     |           |

### Sources
- (es) Cet article est partiellement ou en totalité issu de l’article de Wikipédia en espagnol intitulé « Junta General del Principado de Asturias » (voir la liste des auteurs).